# Малеш (филм)
Малеш је српски кратки филм из 2016. године. Режирао га је Иван Бакрач а сценарио је написао Бранислав Јевтић.

## Улоге
| Глумац            | Улога            |
| ----------------- | ---------------- |
| Соња Вукићевић    | мајка            |
| Христина Поповић  | средња ћерка     |
| Беби Дол          | најстарија ћерка |
| Маја Суша         | најмлађа кћерка  |
| Гаврило Аврамовић |                  |
| Мирјана Ђурђевић  |                  |
| Бранислав Јевтић  |                  |
| Лана Караклајић   |                  |
| Никола Немешевић  |                  |